# Línea 11 (Metro de Madrid)
La línea 11 del Metro de Madrid discurre entre las estaciones de Plaza Elíptica y La Fortuna, por un total de 7 estaciones con andenes de 115 metros, unidas por 8,5 km de vía en túnel de gálibo ancho.
La mayor parte de la línea 11 se encuentra en la zona de tarifa A, a excepción de la estación de La Fortuna, en Leganés, que al estar fuera de Madrid corresponde a la tarifa B1.
En la actualidad es la línea más corta del suburbano madrileño (exceptuando el Ramal Ópera-Príncipe Pío).

## Historia

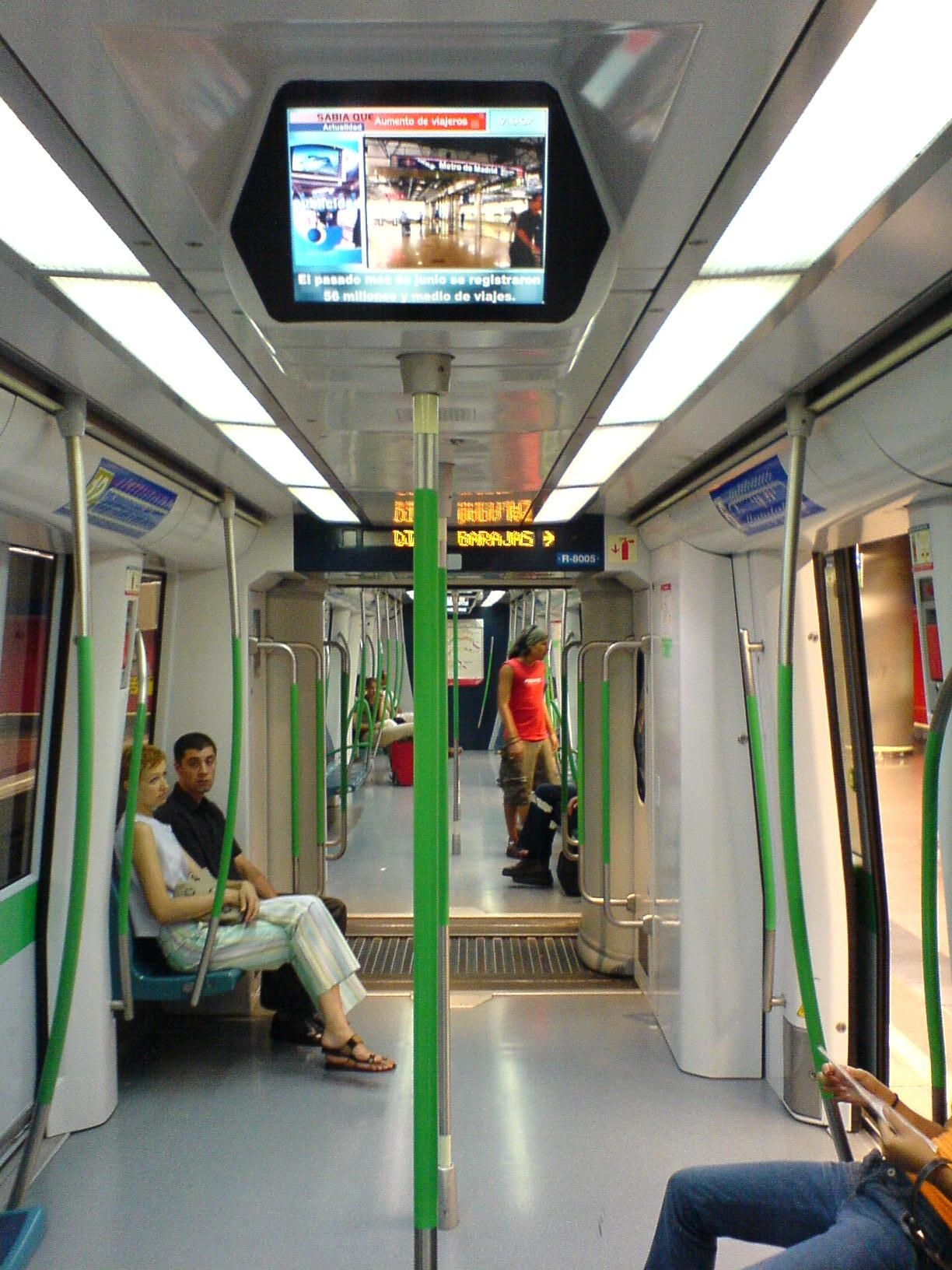
Desde el 20 de septiembre de 2010 circulan por la línea 11 trenes de
la serie 8000

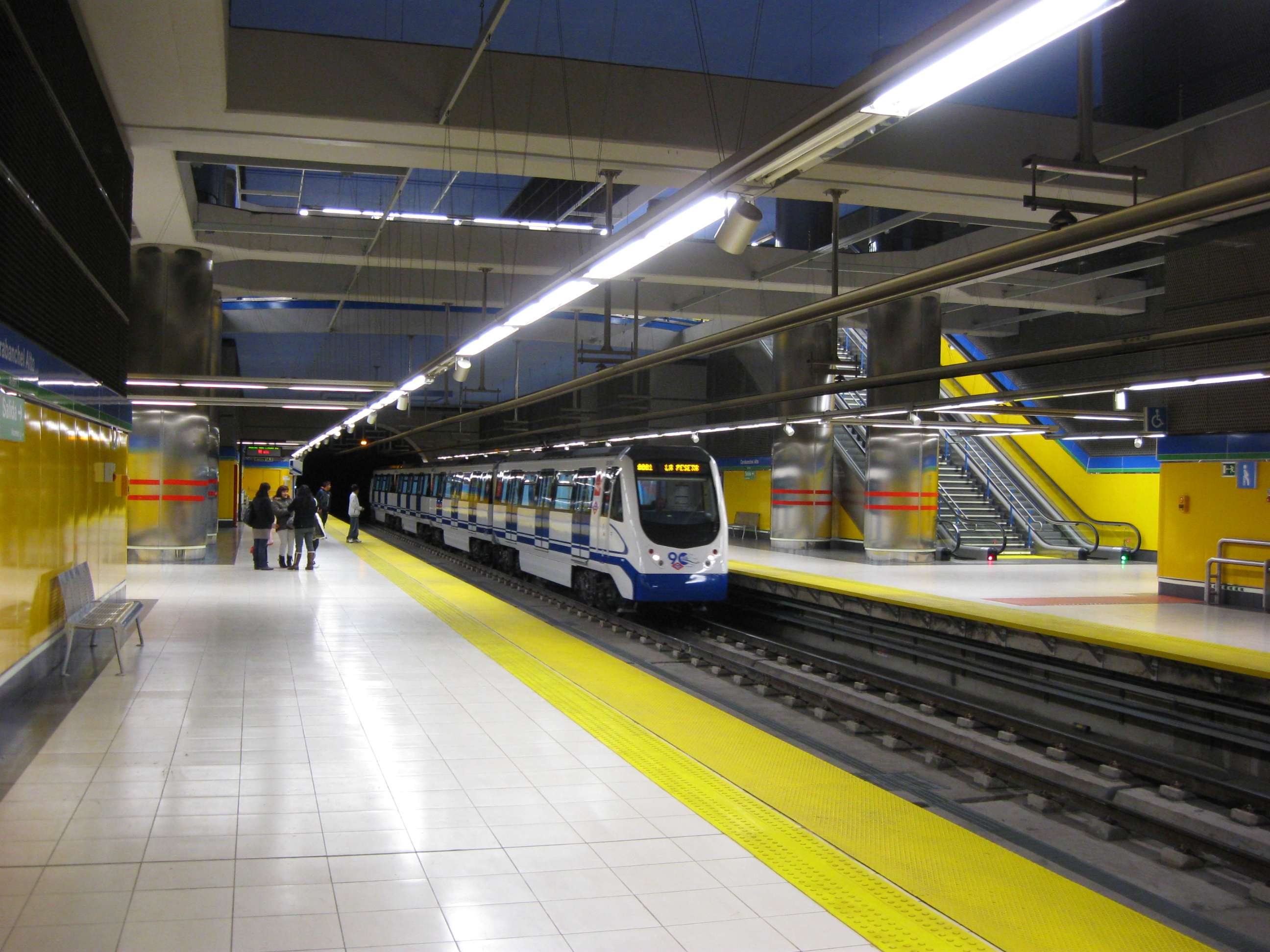
Tren de la serie 3000 en la estación de Carabanchel Alto

### Plaza Elíptica - Pan Bendito
El 16 de noviembre de 1998 se inauguró la línea 11, la primera nueva en casi 20 años y la más corta, contando entonces con únicamente tres estaciones: Plaza Elíptica, Abrantes y Pan Bendito.
La línea 11 empezó siendo operada con trenes de la serie 5000 (de gálibo ancho). Debido a la baja demanda de la línea y a la necesidad de los trenes 5000 en otras, en el año 2000 se instalaron unos soportes metálicos para extender el andén y permitir el uso de trenes de gálibo estrecho. Inicialmente circularon vehículos de la serie 2000 aunque, de forma inusual, el servicio se prestó algunos días con trenes 300 de segunda serie.

### San Francisco - La Peseta
En 2006 la línea permaneció unos días cerrada para cambiar la tensión de catenaria a 1500Vcc, lo que propició un cambio en el parque móvil, siendo los 2000 reemplazado por los nuevos trenes 3400.
Hubo que esperar hasta el 18 de diciembre de 2006 para la apertura al público de su primera ampliación, que la llevó hasta La Peseta. En esta ampliación se construyeron tres nuevas estaciones: San Francisco, Carabanchel Alto y La Peseta, todas ellas en el distrito de Carabanchel. Para esta ampliación se excavaron 2'7 km más de túnel siendo la obra llevada a cabo por la tuneladora Excavolina y contando con un presupuesto de 172 millones de euros. La población beneficiada por la construcción de estas tres estaciones es de unas 50 000 personas. 
La estación de San Francisco se sitúa en la Avenida de los Poblados con salidas a ambos lados de la calle en forma de marquesina rectangular de cristal, dando servicio de esta forma a la Colonia de la Prensa-San Francisco y al otro lado al inicio del nuevo ensanche de Carabanchel. La línea 11 es moderna, ya que fue creada en 1998, sin embargo a partir de las estaciones de San Francisco, es decir aquellas que corresponden a la segunda ampliación, encontramos estaciones mucho más amplias, con ascensores más grandes y una entrada moderna en la que la típica boca de metro ha sido sustituida por una marquesina rectangular de cristal.
La estación de Carabanchel se encuentra en la Avenida de Carabanchel Alto. Aún siendo una estación moderna y amplia, en este caso su entrada es de las clásicas. Se prefirió esta entrada al encontrarse la misma en el centro histórico de Carabanchel Alto. La estación de Carabanchel Alto cuenta con servicio de bibliometro que permite a los usuarios el préstamo de libros, siendo la primera estación de la línea 11 en contar con este servicio y la tercera estación de metro del sur de Madrid en contar con bibliometro tras las de Aluche y Legazpi.
La estación de la Peseta se sitúa en la Avenida de la Peseta, y da servicio al propio barrio de La Peseta, localizado al oeste de la ciudad de Madrid, entre los distritos de Latina y Carabanchel. Tiene una única entrada en forma de marquesina rectangular de cristal, similar a la utilizada en la mayoría de las nuevas estaciones. 
Desde el 18 de diciembre de 2006 hasta el 17 de septiembre de 2010 se utilizaron en la línea 11 trenes de la serie 3000. Durante todo este tiempo se utilizaron trenes de la serie 3000 con 4 vagones, ocupando unos 60 metros de los 115 metros disponibles de cada andén. Durante este periodo las estaciones de esta línea no funcionaron al 100%, ya que con andenes de 115 metros tienen capacidad para más vagones en sus estaciones. Además, durante esos años, en las estaciones continuaron instalados andenes supletorios (unos soportes metálicos para extender el andén y permitir el uso de trenes de gálibo estrecho). Se optó por llevar a cabo estas medidas, ya que la línea 11, con sólo 6 estaciones, no hubiera sido rentable para la previsión de número de viajeros, ni aumentar el número de vagones por cada tren, ni adaptar los andenes para trenes anchos.

### Nuevos trenes de la serie 8000
Los días 18 y 19 de septiembre de 2010 la línea 11 se cerró en su totalidad para retirar los andenes supletorios con el fin de permitir reemplazar los trenes de la serie 3000 por los de la serie 8000; algunos de nueva fabricación y otros del año 2003. Con este cambio se aumenta la capacidad de la línea para absorber el incremento de demanda que se prevé con la ampliación hasta el barrio de La Fortuna. Este modelo de trenes ya se utiliza en otras líneas como la 8 o la 12 (Metrosur) y al ser más amplios que los trenes de la serie 3000 permiten un mayor número de viajeros. Se decidió introducir este modelo en la línea 11 ante la previsión de aumento de número de viajeros por la ampliación hasta La Fortuna (Leganés).
A finales de diciembre de 2010 empezaron a circular por la línea 11 trenes de la serie 8000 de 4 vagones similares a los nuevos trenes de la línea 6, aunque no los mismos, tienen parecido diseño pero no son 8400, sino 8100-8300. Además de aumentar la capacidad de 3 a 4 vagones, estos trenes fueron los primeros que contaron con televisión (en las que el canal metro hace un resumen de las noticias más importantes de la jornada) en funcionamiento en la línea 11, ya que anteriormente los trenes de la serie 3000 y posteriormente los primeros trenes de la serie 8000 contaban con televisión, pero no se usa habitualmente.

### La Fortuna
Entre 2007 y 2010 se llevó a cabo la prolongación de la línea 11 desde La Peseta (localizado entre los distritos de Latina y Carabanchel) hasta el barrio de La Fortuna de Leganés. Las obras comenzaron en 2007, con un plazo de ejecución de 36 meses y un presupuesto inicial de 200 millones de euros.
El túnel construido cruza bajo la autopista M-40 y llega al barrio de la Fortuna situándose el acceso a la estación de metro enfrente del antiguo centro comercial Avenida M-40. Desde allí, el túnel se dirige hacia el norte, cruzando de nuevo bajo la M-40 para llegar a las cocheras de Cuatro Vientos. Sin embargo, a pesar de acabar esta ampliación muy cerca de la actual estación de Cuatro Vientos, no se llegó a hacer la estación Cuatro Vientos de la línea 11, lo que hubiera permitido una conexión con la línea 10.
El 19 de septiembre de 2010 se iniciaron las pruebas abriéndose al público la estación el día 5 de octubre.

Recorrido de la línea

La estación de La Fortuna, que se encuentra situada en frente del antiguo centro comercial M40, en el barrio de La Fortuna de Leganés, fue inaugurada el día 5 de octubre de 2010. La estación, que da servicio a 15 000 vecinos, está enmarcada en la zona tarifaria B1, permitiendo el transporte hasta Plaza Elíptica en 7 paradas, unos 15 minutos.
Desde el 15 de enero de 2025, comienzan a circular unidades de la serie 9700, procedentes de MetroEste (línea 7B).

## Recorrido
La línea 11, por el momento, es una línea local del distrito de Carabanchel, con solo una estación fuera de este, en el barrio leganense de La Fortuna. Conecta con:
- Línea 6 en la estación Plaza Elíptica.
- Autobuses interurbanos del corredor 4 en las estaciones Plaza Elíptica, Abrantes, Pan Bendito y La Fortuna.

## Estaciones
| Estación             | Acc. | Enlaces                                        | Apertura                | Distrito             | Esquema de vías | Notas                                      |
| -------------------- | ---- | ---------------------------------------------- | ----------------------- | -------------------- | --------------- | ------------------------------------------ |
| La Fortuna           |      |                                                | 5 de octubre de 2010    | La Fortuna (Leganés) |                 |                                            |
| La Peseta            |      |                                                | 18 de diciembre de 2006 | Carabanchel          |                 |                                            |
| Carabanchel Alto     |      |                                                | 18 de diciembre de 2006 | Carabanchel          |                 |                                            |
| San Francisco        |      |                                                | 18 de diciembre de 2006 | Carabanchel          |                 |                                            |
| Pan Bendito          |      |                                                | 16 de noviembre de 1998 | Carabanchel          |                 |                                            |
| Abrantes             |      |                                                | 16 de noviembre de 1998 | Carabanchel          |                 |                                            |
| Plaza Elíptica       |      |                                                | 16 de noviembre de 1998 | Usera / Carabanchel  |                 |                                            |
| Comillas             |      |                                                | —                       | Carabanchel          |                 | Primer tramo de ampliación en construcción |
| Madrid Río           |      |                                                | —                       | Arganzuela           |                 | Primer tramo de ampliación en construcción |
| Palos de la Frontera |      |                                                | —                       | Arganzuela           |                 | Primer tramo de ampliación en construcción |
| Atocha               |      | AVE, Larga Distancia y Media Distancia (Renfe) | —                       | Arganzuela           |                 | Primer tramo de ampliación en construcción |
| Conde de Casal       |      |                                                | —                       | Retiro               |                 | Primer tramo de ampliación en construcción |

## Futuro
El futuro de la línea siempre fue su ampliación hacia el norte para poder permitir que los vecinos de Carabanchel y La Fortuna llegasen al centro de Madrid (Atocha) en pocos minutos y conectar con barrios periféricos del norte, proyecto que experimentó varias modificaciones desde 2005.

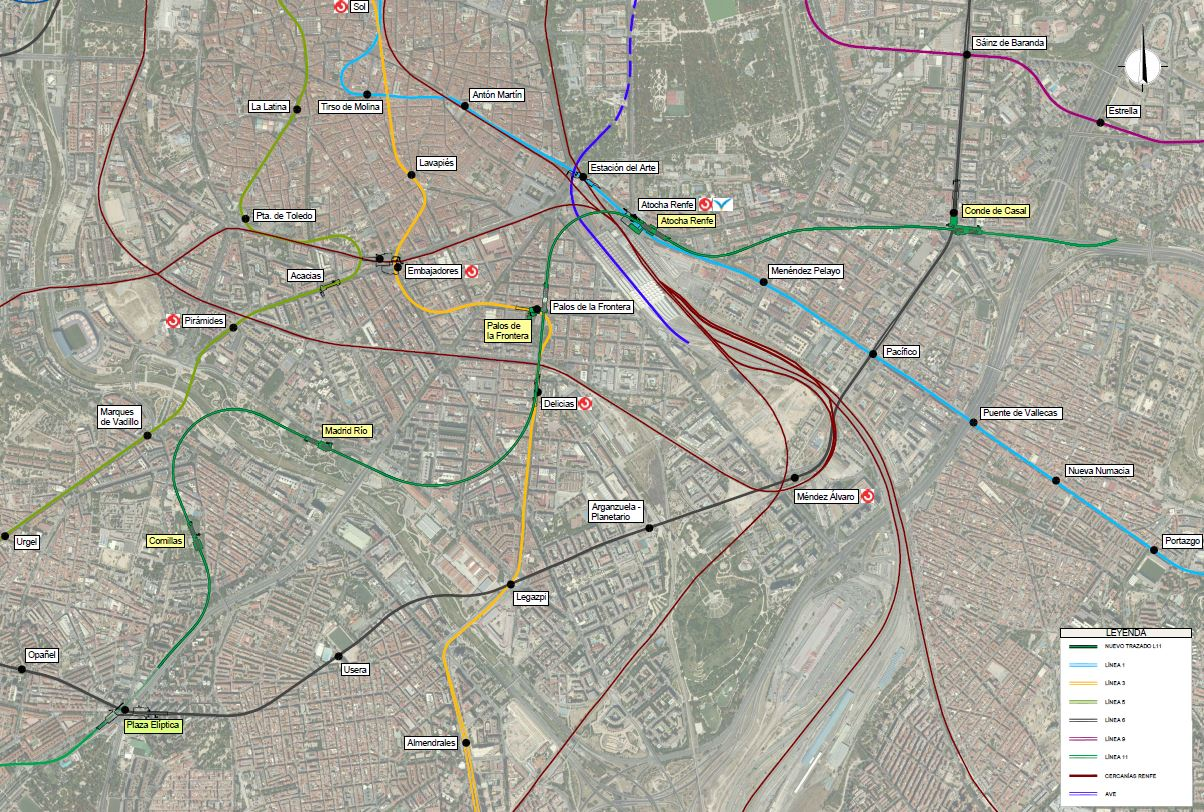
Plano de la ampliación (línea 11 en verde oscuro)

### Ampliación a Conde de Casal
El 3 de julio de 2018 el Consorcio Regional de Transportes de Madrid confirmó la ampliación de la línea hasta Conde de Casal, en la línea 6. El proyecto estuvo en estudio hasta finales de 2019, y la previsión era que para verano de 2020 se iniciara la redacción del proyecto constructivo. Se añadirían dos estaciones nuevas, Comillas y Madrid Río, y tres de enlace a líneas ya existentes: Palos de la Frontera (línea 3), Atocha (línea 1) y Conde de Casal (línea 6).
Se prevé que esta ampliación conlleve un incremento de unos 50 000 viajeros diarios hasta llegar al entorno de los 75 000 pasajeros, con lo que dejaría de ser la línea menos usada del metro de Madrid, superando al ramal Ópera-Príncipe Pío. También se espera que la ampliación ayude a descargar la línea 6.
El proyecto se aprobó en enero de 2022, con un presupuesto de 500 millones de euros y plazo de ejecución de 42 meses. En julio se adjudicó el contrato de las obras a la UTE Rover-Acciona-Dragados, comenzando el 1 de noviembre de 2022. El proyecto ha sido objeto de una fuerte controversia, con la oposición de numerosos colectivos vecinales y ecologistas ante las afecciones al arbolado. El proyecto aprobado en enero de 2022 preveía la introducción de la tuneladora por el parque de Comillas, la construcción de la estación de Madrid Río en el parque de Arganzuela y la construcción de la estación de Atocha en unos jardines cercanos a la plaza homónima.

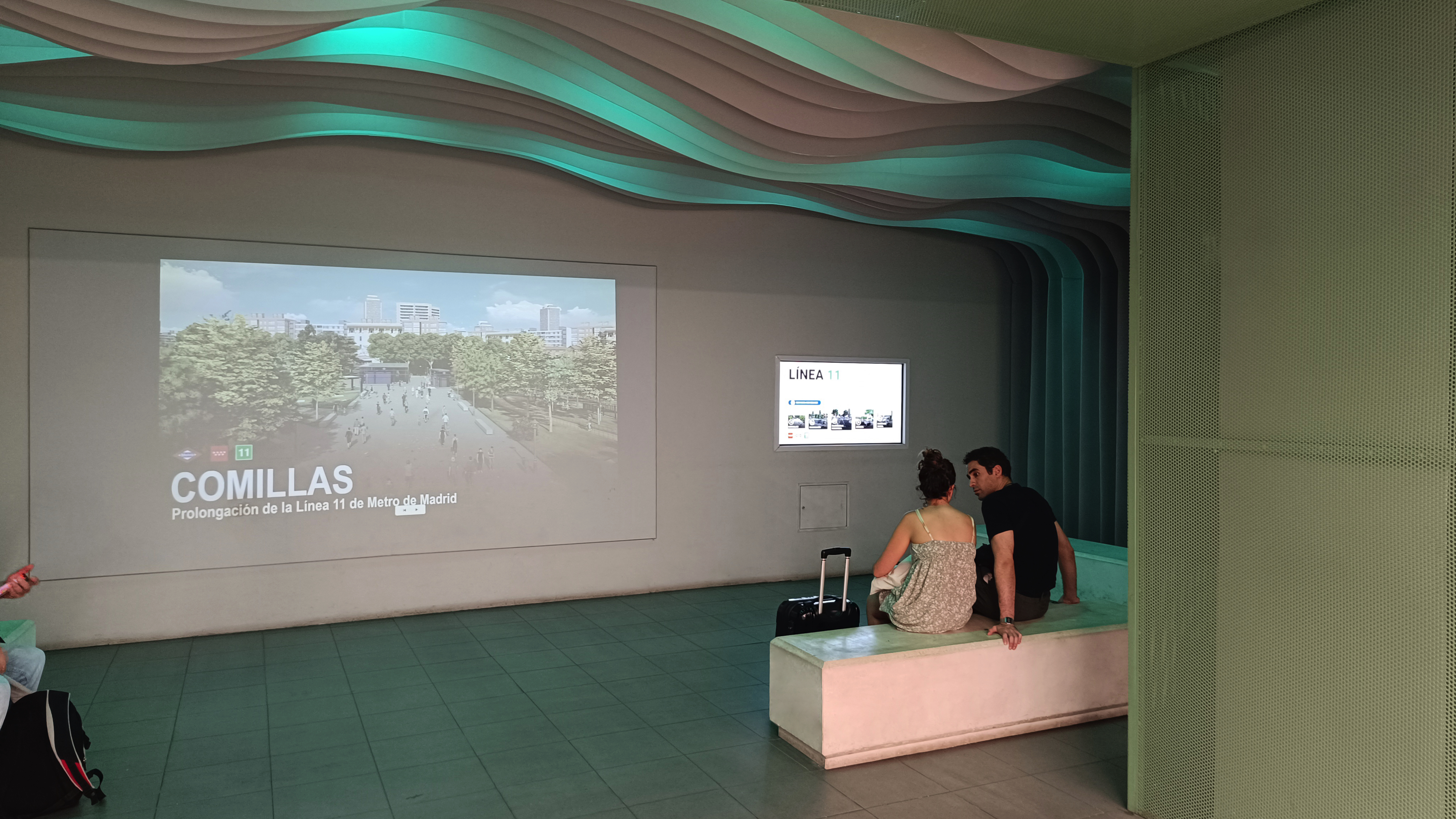
Espacio expositivo sobre la ampliación de la línea 11 en el vestíbulo de Atocha

La estación de Madrid Río fue una de las principales fuentes de críticas por una modificación del proyecto que cambiaba su ubicación del paseo de las Yeserías, bajo la calzada, al propio parque, bajo la arboleda de Arganzuela. La oposición municipal y el gobierno central han denunciado que esa modificación debía haberse hecho mediante la tramitación de un plan parcial, con un estudio de impacto ambiental y un periodo de alegaciones, que no se han llevado a cabo. En febrero de 2023 la Comunidad de Madrid paralizó las talas, aprobando en agosto de ese año una modificación del proyecto según la cual se verían afectados 676 árboles, frente a los 1027 originales. Las protestas y las modificaciones al proyecto supusieron un gran retraso en el inicio de las obras, que no comenzaron hasta diciembre de 2023.

### Más allá de Conde de Casal en el norte y de La Fortuna en el sur
El 30 de noviembre de 2020 la Consejería de Transportes de la Comunidad de Madrid publicó el mapa de la ampliación de la línea 11, que tendría un recorrido diagonal por el este de la ciudad, pasando por Vinateros, La Elipa, Pueblo Nuevo, Arturo Soria, Mar de Cristal y Aeropuerto T4 para acabar en una estación en el norte de Valdebebas. Este proyecto desecha el paso de dicha línea por la estación de Chamartín y descarta la posibilidad de que circule bajo el eje de la calle Arturo Soria hasta Chamartín y Avenida de la Ilustración. Por el sur, la línea será finalmente ampliada hasta Cuatro Vientos, volviendo a entrar en Madrid en lugar de adentrarse en Leganés, como ha reclamado en diversas ocasiones dicho ayuntamiento. 
El gobierno regional aspiraba a obtener financiación de la Unión Europea mediante los fondos de recuperación del Plan de Recuperación, Transformación y Resiliencia. No obstante, de momento únicamente ha obtenido la financiación del Banco Europeo de Inversiones para el primer tramo de la ampliación, el que unirá Plaza Elíptica y Conde de Casal. La ampliación superará los 40,5 kilómetros de longitud, incluirá siete estaciones nuevas y finalizará en 2027, según datos de la consejería de Transporte de la Comunidad publicados por El Mundo y tomando declaraciones David Pérez, consejero del ramo. Sobre las fechas y costes:
- El tramo central desde Plaza Elíptica a Conde de Casal comenzó su construcción en noviembre de 2022[16] y se terminará en 2030.[17]

- Para el tramo este desde Conde de Casal, por eje parcial Arturo Soria hasta Mar de Cristal, no hay plazos de ejecución aún. De hecho, en enero de 2024 la Consejería de Vivienda, Transportes Infraestructuras de la Comunidad de Madrid aplazó la ejecución de este tramo que conecta Conde de Casal con Hortaleza, suspendiendo la adjudicación del contrato para la licitación por no contar con el «suficiente detalle» la redacción y el diseño del proyecto en este tramo.[18]

- El tramo sur desde La Fortuna a Cuatro Vientos se iniciará en el 3.er trimestre de 2024 y concluirá en el 3.er trimestre de 2026, sumando 2,6 nuevos kilómetros con un presupuesto de 75 millones de euros.

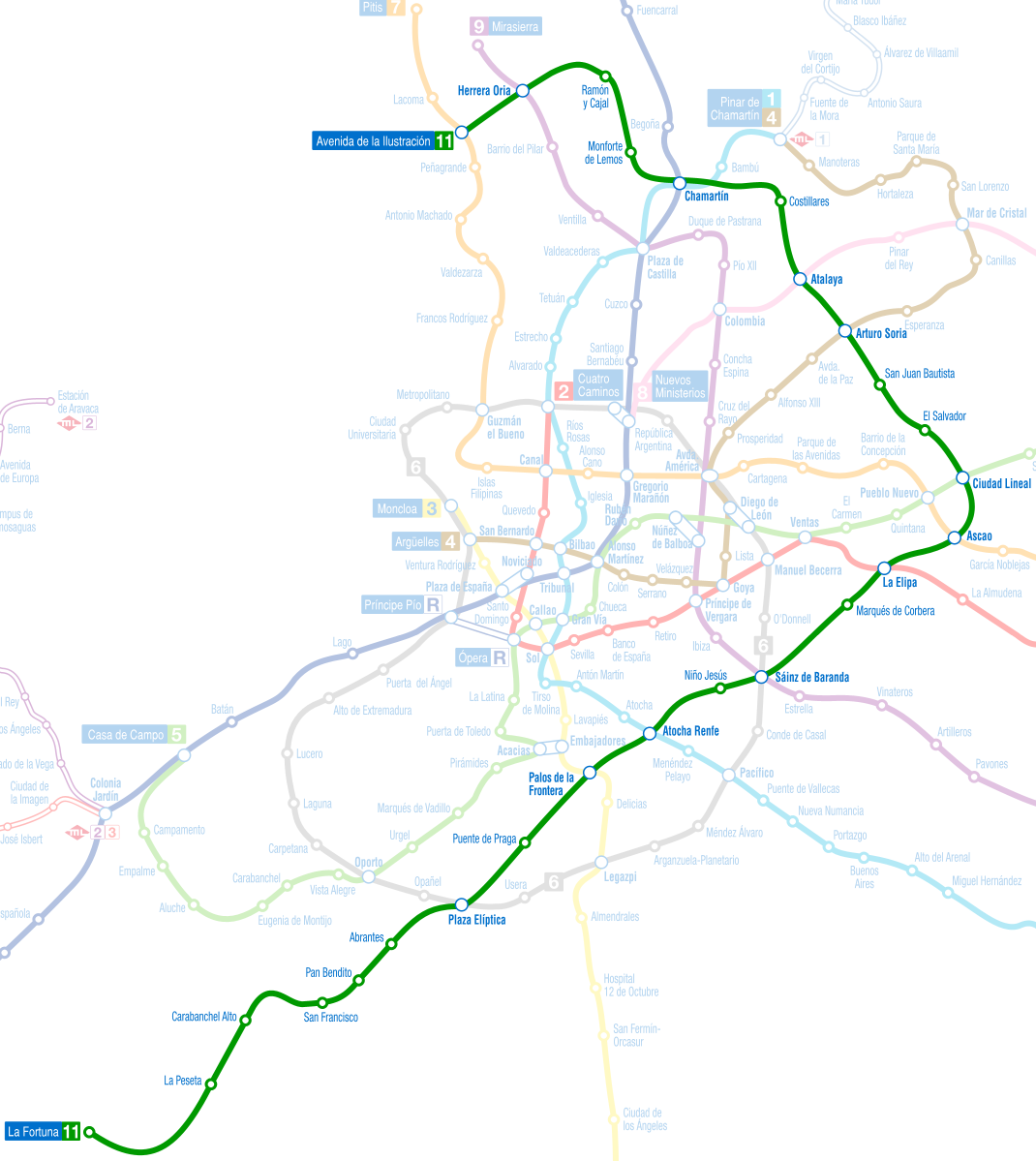
Plano de la ampliación prevista en 2005 y descartada en 2020

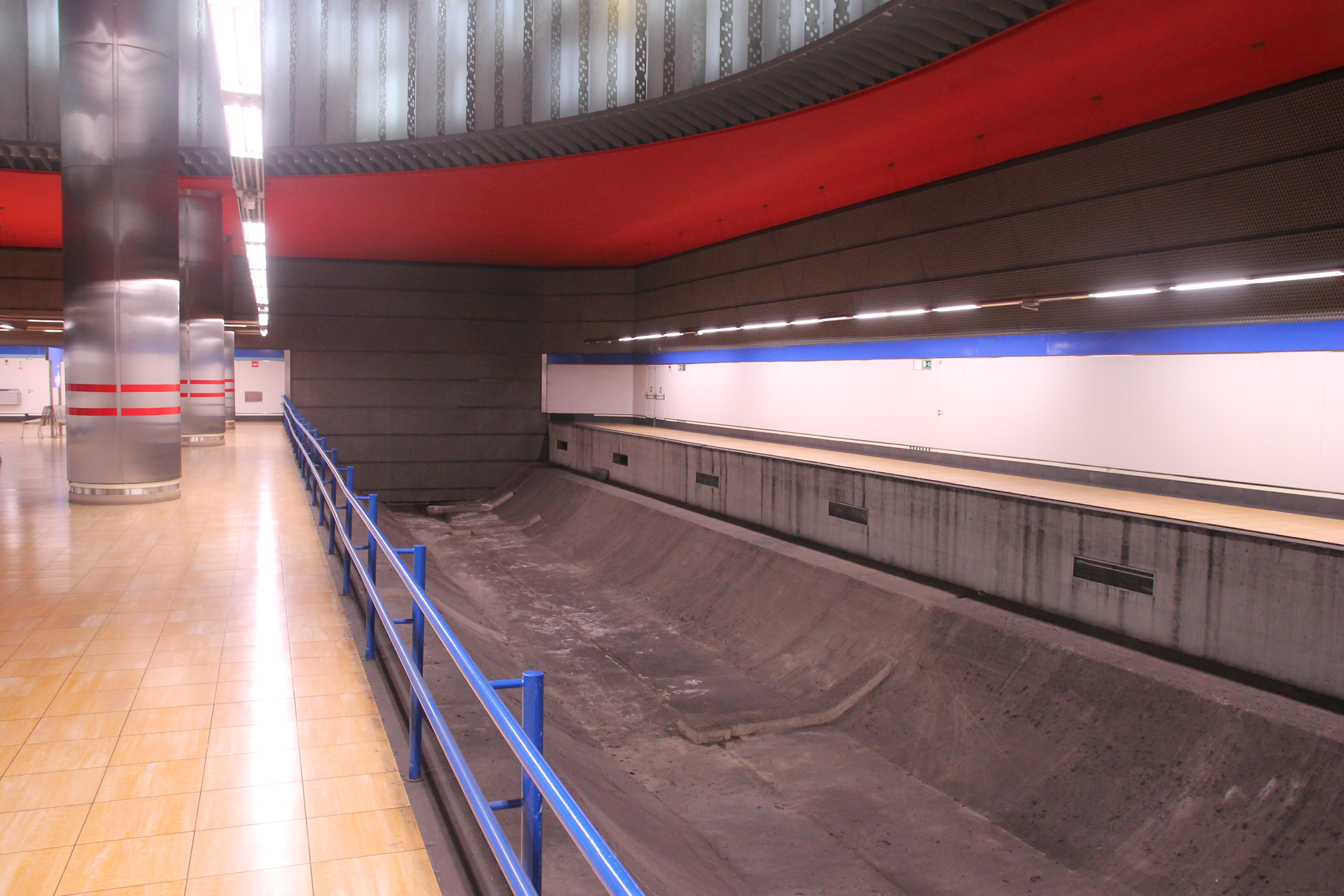
Andén vacío en la estación de Chamartín, entonces previsiblemente reservado para la línea 11 y hasta ahora no se tiene confirmada ninguna línea pasante

- El último tramo será el nordeste, desde Mar de Cristal a Aeropuerto T4 y Valdebebas, que se iniciará en diciembre de 2024 y concluirá en el 2.º trimestre de 2027, sumando 7,2 nuevos kilómetros con un presupuesto de 350 millones de euros.

## Proyectos descartados
Desde sus inicios, existieron diversas intenciones de convertir la línea 11 en una semicircular del este de la ciudad de Madrid. Esta idea ha sido apoyado por la oposición regional en varias campañas electorales. En 2005, desde la Consejería de Transportes se filtró a la prensa las intenciones de hacer esta ampliación, sin una fecha determinada, lo que convertiría a la 11 en una de las líneas más largas de la red de Metro, con un total de 28 estaciones. Este proyecto, que habría conectado la línea con la estación de Atocha, Sainz de Baranda, el eje Arturo Soria, estación de Chamartín, Herrera Oria y Avenida de la Ilustración, nunca se llegó a hacer oficial, sin embargo, la existencia de dos andenes sin servicio en Chamartín, presumiblemente uno de ellos para la línea 11, indica que puede haber sido tenido en cuenta en las ampliaciones de 2007.
Por el sur, se realizaron estudios para un proyecto de ampliación de la línea 11 desde su actual estación de La Fortuna, (barrio del mismo nombre en el municipio de Leganés), hasta la de San Nicasio, también en Leganés, permitiendo de este modo otra conexión directa con Metro Sur, (línea 12 del Metro de Madrid). De este modo Metro Sur contaría con una nueva conexión con las demás líneas del Metro de Madrid, además de las conexiones ya existentes a través de la estación Puerta del Sur de la línea 10, en el municipio de Alcorcón; y desde Abril de 2025 también a través de la estación de El Casar en Getafe, que le conecta con la línea 3. Otra opción de extensión hacia el sur consiste en la prolongación por el Parque Leganés Tecnológico y Leganés Norte hasta la estación de Cercanías de Zarzaquemada y que desde ahí continúe hacia las estaciones de MetroSur existentes, como El Carrascal o Julián Besteiro.
En los años sucesivos se retomaron varios de los planteamientos de este proyecto con ciertas modificaciones. En 2017, el Gobierno de la Comunidad de Madrid y la Consejería de Transportes de la Comunidad anunciaron la ampliación de la línea desde la estación de Plaza Elíptica hasta la de Conde de Casal (destino de las líneas de autobuses interurbanos procedentes de los municipios del eje de la A-3). Esta ampliación coincidía parcialmente con el proyecto de 2005, y haría que la línea pasara por Atocha Renfe, donde conectará con Cercanías y el AVE, hasta desembocar en Conde de Casal (frente a la intención original de que lo hiciera en Sainz de Baranda. El coste de las obras se ha calculado en unos 265 millones, y la longitud del nuevo recorrido será de 6,5 km, estimándose que podría entrar en servicio en 2023. Este trazado hasta Conde de Casal recibió modificaciones en su planificación desde 2017 a 2020, incluyendo nuevas paradas intermedias como Comillas y Madrid Río.
En 2020, se anunció un proyecto para alargar la línea más allá de Conde Casal, por el eje Arturo Soria, pero desviándose hacia la T4 del Aeropuerto de Barajas y a Valdebebas, descartando finalmente al proyecto de ampliación de 2005, que habría conectado con eje Arturo Soria, Chamartín y hasta Avenida de la Ilustración.